# Скарбек, Ян
Ян Скарбек (15 июня 1885, Paszczyna, Подкарпатское воеводство — 2 февраля 1951, Освенцим, Малопольское воеводство) — польский римско-католическим священник, летописец. Почётный гражданин Освенцима (1934 год). Известен тем, что развивал межконфессиональные отношения в Освенциме и поддерживал дружеские отношения с местной еврейской общиной.

## Биография

### Образование
В 1909 году он был рукоположен в сан священника и получил диплом по теологии в Ягеллонском университете. Он также был выпускником юридического факультета того же университета в Кракове. Он был рукоположен в звание священника в Кракове в 1909 году. Его первым пастырским учреждением был приход святого Адальберта и Святой Екатерины в Явожно. В 1914 году он оказался в соседней Щакове, а год спустя — в Плешуве, недалеко от Кракова. В январе 1926 года Скарбек стал приходским священником прихода Успения Пресвятой Девы Марии в Освенциме и занимал эту должность до своей смерти.

### Межвоенный период
Он приехал в Освенцим в 1926 году. Много лет был членом городского совета. В 1934 году ему было присвоено звание почетного гражданина Освенцима. Он принимал активное участие в ряде благотворительных, социальных и образовательных организаций, а также участвовал в поддержании надлежащих межконфессиональных отношений в Освенциме. В 1929 году он стал председателем комитета, посвященного строительству и созданию первой средней школы в городе, которая функционирует по сей день (сегодня средняя школа Станислава Конарского в Освенциме).

### Вторая мировая война
Во время войны Ян Скарбек сотрудничал с движением сопротивления в концлагере Аушвиц. Он участвовал в оказании помощи беглецам из лагеря Аушвиц, в том числе путем выдачи фальшивых записей о крещении. В ночь с 1 на 2 июля 1942 года немецкие полицейские арестовали приходского священника, казначея и одного из викариев. Священники были избиты, а пресвитерия разграблена. Домработница приходского священника также была арестована. Скарбек был арестован за «хранение чрезмерного количества продуктов питания в пресвитерии». Он был заключен в тюрьму в Освенциме, Катовице, Мысловице и Бельско. После освобождения немецкие власти не разрешили ему вернуться в Освенцим, и он вернулся сюда только в 1945 году; затем он продолжал исполнять обязанности приходского священника.
Он умер 2 февраля 1951 года в Освенциме и был похоронен на приходском кладбище в Освенциме.

## Деятельность по развитию межконфессиональных отношений
Ян Скарбек активно строил хорошие отношения с еврейской общиной Освенцима, основанные на взаимном уважении. Он поддерживал теплые, дружеские отношения с местным раввином Элиягу Бомбахом, общался с другими раввинами и призывал католическую общину города быть такой же открытой по отношению к другим